# Jan Hesthaven

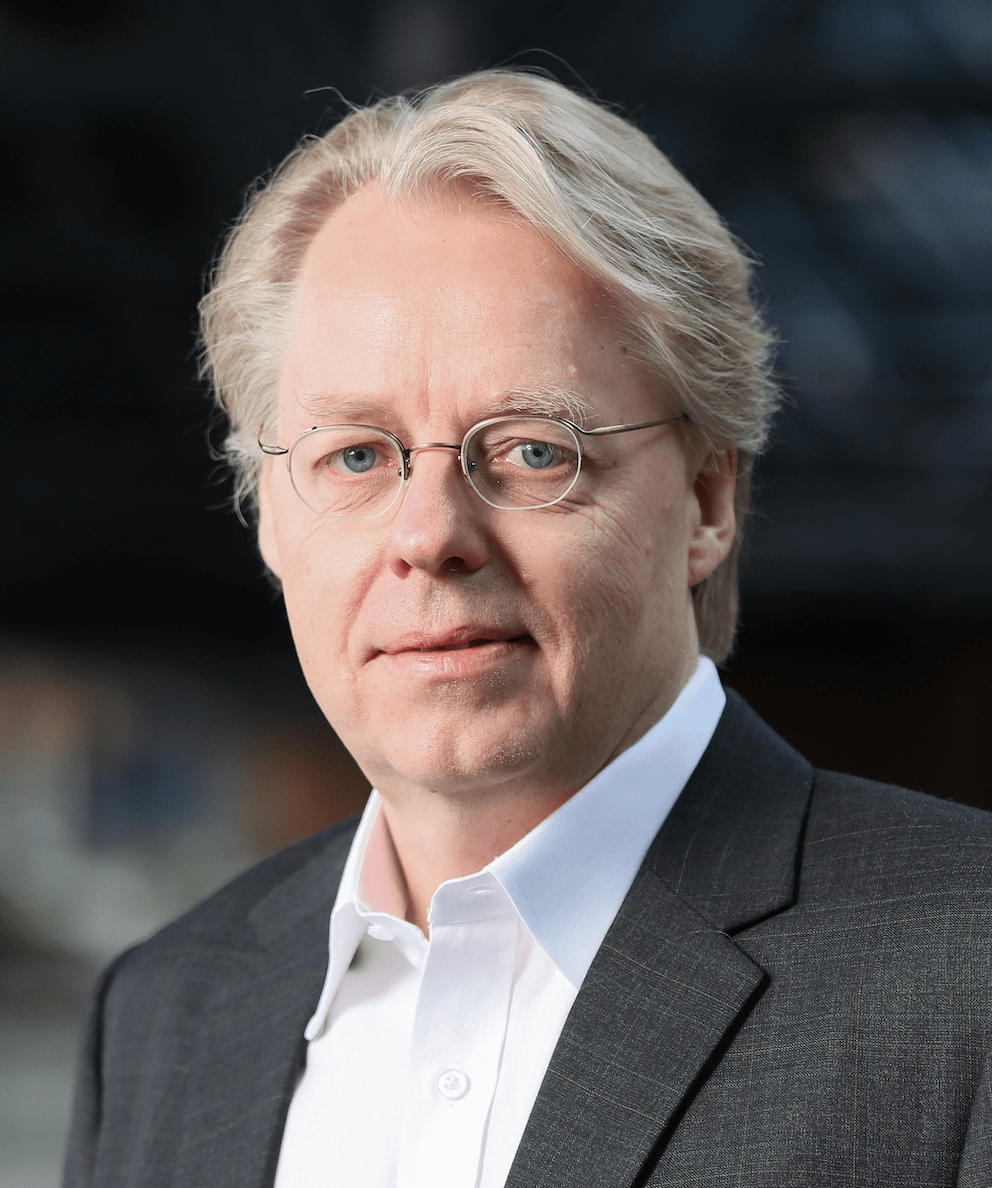
Jan Hesthaven (2020)

Jan S. Hesthaven (* 10. Dezember 1965; Jan Sickmann Hesthaven) ist ein dänischer Mathematiker und seit Oktober 2024 amtierender Präsident des Karlsruher Instituts für Technologie (KIT).
Er ist insbesondere für seine Beiträge zur Entwicklung, Analyse und Anwendung von genauen Berechnungsmethoden hoher Ordnung für zeitabhängige partielle Differentialgleichungen bekannt.

## Werdegang
Hesthaven erwarb 1991 einen Master of Science in Computerphysik an der Technischen Universität Dänemark (DTU). Im Jahr 1995 promovierte er am Institut für mathematische Modellierung der DTU im Bereich der numerischen Analysis.
Nach seiner Promotion wurde er 1995 zum Gastprofessor an der Brown University ernannt, 1999 zum Assistant Professor und 2003 zum Associate Professor für Angewandte Mathematik an der Brown University, wo er im Juli 2005 zum Professor für Angewandte Mathematik befördert wurde.
Von Oktober 2006 bis Juni 2013 war er Gründungsdirektor des Center for Computation and Visualization (CCV) an der Brown University. Von August 2010 bis Juni 2013 war er zudem stellvertretender Direktor des Institute of Computational and Experimental Research in Mathematics (ICERM).
2013 wechselte er zur École polytechnique fédérale de Lausanne (EPFL) in die Schweiz, wo er zum ordentlichen Professor für Computermathematik und Simulationswissenschaft ernannt wurde. Dort gründete er im Februar 2014 die Abteilung für wissenschaftliche Informatik und Anwendungsunterstützung (SCITAS).
Im Februar 2017 wurde er zum Dekan der School of Basic Sciences (SB) an der EPFL ernannt. Im September 2020 wurde er zum Vizepräsidenten für akademische Angelegenheiten der EPFL ernannt.
Am 23. Januar 2024 wurde er vom Aufsichtsrat zum Präsidenten des Karlsruher Instituts für Technologie (KIT) gewählt. Die Wahl wurde am 19. Februar 2024 vom Senat bestätigt. Dieses Amt trat er am 1. Oktober 2024 an.

## Privates
Er wohnt in Durlach und ist Vater eines Sohnes. Seine Frau stammt aus Freiburg.

## Bücher
- Hesthaven, Jan., Gottlieb, Sigal., Gottlieb, David.: Spectral methods for time-dependent problems. Cambridge University Press, Cambridge 2007, ISBN 978-0-511-26107-7 (englisch).
- Hesthaven, Jan S., Warburton, Tim.: Nodal discontinuous Galerkin methods : algorithms, analysis, and applications. Springer, New York 2008, ISBN 978-0-387-72067-8 (englisch).
- Jan S. Hesthaven, Rozza, Gianluigi, Stamm, Benjamin: Certified reduced basis methods for parametrized partial differential equations. Springer, Cham 2016, ISBN 978-3-319-22470-1 (englisch).
- Jan S. Hesthaven: Numerical methods for conservation laws : from analysis to algorithms. Society for Industrial and Applied Mathematics, Philadelphia 2018, ISBN 978-1-61197-509-3 (englisch).